# 18120 Lytvynenko
18120 Lytvynenko (2000 NA25) là một tiểu hành tinh vành đai chính.